# Operário Ferroviário EC
Operário Ferroviário EC is een Braziliaanse voetbalclub uit de stad Ponta Grossa in de staat Paraná.

## Geschiedenis
De club werd opgericht in 1912 als FC Operário Pontagrossense en is daarmee de tweede oudste club van de staat Paraná. In 1914 werd de naam Operário FC aangenomen. In 1917 fuseerde de club één jaar met Savóia FC uit Curitiba en deed zo als Savóia-Operário mee aan het Campeonato Paranaense, maar de fusie werd na één jaar ontbonden. De club speelde in de lokale competitie van Ponta Grossa. Tussen 1923 en 1940 mocht de club, indien het kampioen werd van Ponta Grossa ook de finale spelen tegen de kampioen van de competitie van Curitiba om zo staatskampioen te worden. Zo werd de club maar liefst twaalf keer vicekampioen, hoewel de club als het in de reguliere competitie had meegespeeld met de andere sterke teams uit Curitiba wellicht niet zo hoog geëindigd zou zijn. In 1925 werd de naam Operário SC aangenomen. In 1926 speelde de club in de finale 2-2 gelijk tegen Palestra Itália, waarop Palestra de titel toegewezen kreeg, zonder een terugwedstrijd te spelen. In 1933 nam de club de huidige naam aan na een fusie met CA Ferroviário.
In 1979 mocht de club aantreden in de nationale Série A, maar werd daar in de eerste ronde uitgeschakeld. Een jaar later speelde de club ook in de Série B, maar werd ook daar meteen uitgeschakeld. Van 1984 tot 1988 speelde de club zelfs in de tweede klasse van de staatscompetitie. Nadat de club in 1989 terugkeerde mochten ze ook aan de Série B deelnemen en bereikte daar de 1/8ste finale, die ze verloren van Juventude. In 1990 bereikte de club de halve finale om de staatstitel, waarin ze uitgeschakeld werden door Atlético Paranaense. In de Série B van dat jaar werd de laatste groepsfase bereikt. Na een nieuwe derde plaats in 1991 werd de club in de Série B in de eerste ronde uitgeschakeld. Het volgende seizoen in de Série C aantreden, waar de club zesde werd. Nadat de club ook nog in 1993 op nationaal niveau speelde verdween de club een aantal jaar uit de nationale reeksen doordat de club in 1994 degradeerde uit de hoogste klasse van de staatscompetitie. In 1999 en 2000 keerde de club twee seizoenen terug.
Nadat ze in 2009 vicekampioen werden promoveerde de club opnieuw naar de hoogste klasse. Bij de terugkeer werd de club vijfde en mocht zo deelnemen aan de Série D. De club werd in de derde ronde verslagen door Joinville, maar de drie beste verliezers mochten ook naar de volgende ronde, waar ze dan wel door Madureira uitgeschakeld werden. In 2011 werd de club derde en mocht opnieuw deelnemen aan de Série D, waar de club in de groepsfase uitgeschakeld werd. De club mocht in 2012 ook aan de Copa do Brasil deelnemen en werd hier door Juventude uitgeschakeld.
Na enkele plaatsen in de middenmoot werd de club in 2015 voor het eerst staatskampioen nadat het in de finale Coritiba versloeg. In de Série D kon de club bijna promotie afdwingen maar verloor in de kwartfinale van Remo. Amper een jaar later degradeerde de club uit de staatscompetitie. In de Copa do Brasil 2016 schakelde de club Criciúma uit en verloor dan in de tweede ronde van Paysandu. Doordat de club in 2016 de Taça FPF won mochten ze in 2017 opnieuw aan de Série D deelnemen. Nadat de club de promotie niet kon afdwingen in de tweede klasse van de staatscompetitie slaagden ze hier in de Série D wonderwel in door kampioen te spelen, waardoor de club in 2018 in de Série C zal uitkomen. In 2018 werd de club kampioen in de tweede klasse van de staatscompetitie. In de Série C bereikte de club de eindronde en versloeg daarin het grote Santa Cruz waardoor de club al zeker was van promotie naar de Série B. Nadat ook nog Bragantino na strafschoppen verslagen werd verloeg de club in de finale Cuiabá en werd zo voor het tweede opeenvolgende seizoen kampioen in de nationale reeksen.

## Erelijst
Campeonato Brasileiro Série C
2018
Campeonato Brasileiro Série D
2017
Campeonato Paranaense
2016
Taça FPF
2016
Amazonas ·
América Mineiro · 
Athletic · 
Athletico Paranaense ·
Atlético Goianiense · 
Avaí ·
Botafogo-SP ·
Chapecoense · 
Coritiba ·
CRB · 
Criciúma ·
Cuiabá ·
Ferroviária · 
Goiás ·
Novorizontino ·
Operário Ferroviário ·
Paysandu ·
Remo · 
Vila Nova ·  
Volta Redonda